# Assunção da Virgem Maria (Ticiano)
A Assunção da Virgem Maria ou Assunção de Frari, popularmente conhecida como Assunta,[1] é um grande painel de retábulo pintado a óleo pelo artista renascentista italiano Ticiano, pintado em 1515-1518. Permanece na posição para a qual foi projetado, no altar-mor da Basílica de Santa Maria Gloriosa dei Frari ou Igreja Frari em Veneza. 